# Кубок Америки по волейболу 2007
6-й розыгрыш Кубка Америки по волейболу прошёл с 15 по 19 августа 2007 года в Манаусе (Бразилия) с участием 6 национальных сборных команд стран-членов NORCECA и CSV. Победителем турнира во второй раз в своей истории стала сборная США.

## Команды-участницы
- NORCECA: Доминиканская Республика, Канада, Куба, США.
- CSV: Аргентина, Бразилия.

## Система проведения турнира
6 команд-участниц на предварительном этапе разбиты на две группы. По две лучшие команды из групп выходят в полуфинал плей-офф и по системе с выбыванием определяют призёров турнира. Итоговые 5—6-е места разыгрывают команды, занявшие в группах последние места.

## Предварительный этап

### Группа А
| М | Команда   | 1   | 2   | 3   | И | В | П | С/П | О |
| - | --------- | --- | --- | --- | - | - | - | --- | - |
| 1 | США       |     | 3:0 | 3:1 | 2 | 2 | 0 | 6:1 | 4 |
| 2 | Аргентина | 0:3 |     | 3:2 | 2 | 1 | 1 | 3:5 | 3 |
| 3 | Канада    | 1:3 | 2:3 |     | 2 | 0 | 2 | 3:6 | 2 |

15 августа: США — Канада 3:1 (25:18, 20:25, 25:16, 25:23).
16 августа: США — Аргентина 3:0 (25:20, 25:14, 25:19).
17 августа: Аргентина — Канада 3:2 (23:25, 25:23, 36:34, 16:25, 15:11).

### Группа В
| М | Команда                  | 1   | 2   | 3   | И | В | П | С/П | О |
| - | ------------------------ | --- | --- | --- | - | - | - | --- | - |
| 1 | Бразилия                 |     | 3:0 | 3:0 | 2 | 2 | 0 | 6:0 | 4 |
| 2 | Венесуэла                | 0:3 |     | 3:0 | 2 | 1 | 1 | 3:3 | 3 |
| 3 | Доминиканская Республика | 0:3 | 0:3 |     | 2 | 0 | 2 | 0:6 | 2 |

15 августа: Бразилия — Доминиканская Республика 3:0 (25:17, 25:8, 25:20).
16 августа: Бразилия — Куба 3:0 (25:23, 25:22, 25:19).
17 августа: Куба — Доминиканская Республика 3:0 (25:15, 25:20, 25:16).

## Матч за 5-е место
18 августа
Канада — Доминиканская Республика 3:1 (19:25, 26:24, 25:16, 25:20)

## Плей-офф

### Полуфинал
18 августа
США — Куба 3:0 (25:23, 25:15, 25:20)
Бразилия — Аргентина 3:0 (25:13, 25:18, 25:17)

### Матч за 3-е место
19 августа
Куба — Аргентина 3:1 (25:23, 28:30, 25:17, 25:22)

### Финал
19 августа
США — Бразилия 3:2 (25:16, 25:23, 19:25, 21:25, 19:17)

## Итоги

### Положение команд
| США                         |
| Бразилия                    |
| Куба                        |
| 4. Аргентина                |
| 5. Канада                   |
| 6. Доминиканская Республика |

### Призёры
США: Ллой Болл, Шон Руни, Джеймс Польстер, Ричард Лэмбурн, Филлип Изертон, Уильям Придди, Райан Миллар, Райли Сэлмон, Брук Биллингс, Томас Хофф, Клейтон Стэнли, Кевин Хансен. Главный тренер — Хью Маккатчен.
  Бразилия: Бруно Резенде, Луис Фелипе Понтелес, Эдер Карбонера, Алан Домингос, Самуэл Фукс, Тьяго Алвес, Мурило Эндрес, Эвандро Герра, Риад Рибейро, Роберто Минуцци, Лукас Сааткамп, Рафаэл Редвитц. Главный тренер — Бернардиньо (Бернардо Резенде).
  Куба: Хорхе Санчес Сальгадо, Йоандри Леал, Дарьен Феррер, Роландо Хункин, Ядьер Санчес, Педро Иснага, Роберланди Симон, Райдел Иеррезуэло, Ореоль Камехо, Райдел Корралес, Одельвис Доминико, Йоандри Диас. Главный тренер — Педро Вальдес.

### Индивидуальные призы
Лучший нападающий:  Роберланди Симон
Лучший блокирующий:  Роберланди Симон
Лучший на подаче:  Лукас Сааткамп
Лучший на приёме:  Уильям Придди
Лучший в защите:  Крис Вольфенден
Лучший связующий:  Бруно Резенде
Самый результативный:  Лукас Чавес